# غاري غلوفر
غاري غلوفر (بالإنجليزية: Gary Glover)‏ هو لاعب كرة قاعدة أمريكي، ولد في 3 ديسمبر 1976 في كليفلاند في الولايات المتحدة.

## وصلات خارجية
- غاري غلوفر على موقع دوري كرة القاعدة الرئيسي (الإنجليزية)
- غاري غلوفر على موقع الدوري الياباني لكرة القاعدة (الإنجليزية)
- غاري غلوفر على موقع دوري كوريا الجنوبية لكرة القاعدة (الإنجليزية)
- غاري غلوفر على موقعبيزبول رفرنس.كوم (الدوري الرئيسي) (الإنجليزية)
- غاري غلوفر على موقعبيزبول رفرنس.كوم (الدوري الثانوي) (الإنجليزية)
- غاري غلوفر على موقع إي إس بي إن.كوم (أم.أل.بي) (الإنجليزية)
- غاري غلوفر على موقع مشجعي الرسوم البيانية (الإنجليزية)